# Lowocie
Łowocie [pronunciación en polaco: /wɔˈvɔt͡ɕe/] es un pueblo ubicado en el distrito administrativo de Gmina Szypliszki, dentro del condado de Suwałki, Voivodato de Podlaquia, en el noreste de Polonia, cerca de la frontera con Lituania. Se encuentra a unos 8 kilómetros al sureste de Szypliszki, a 19 kilómetros al noreste de Suwałki, y a 121 kilómetros al norte de la capital regional Białystok.